# IC 5003
IC 5003 — галактика типу Sbc (компактна витягнута спіральна галактика) у сузір'ї Мікроскоп.
Цей об'єкт міститься в оригінальній редакції індексного каталогу.